# Luftangriffe auf Moskau

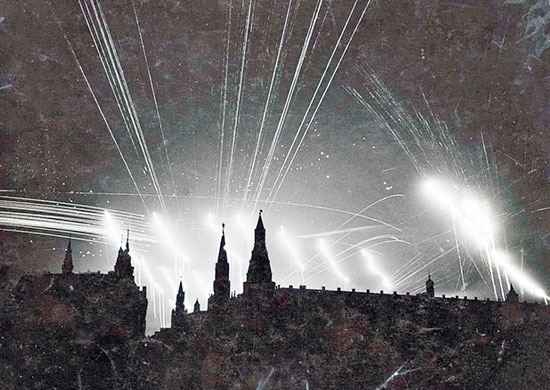
Nachtschlacht am Himmel von Moskau 1941

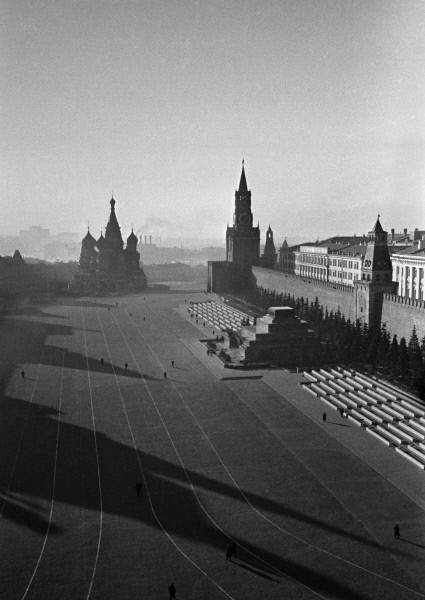
Roter Platz in Moskau am 10. September 1941

Die Luftangriffe auf Moskau durch die deutsche Luftwaffe fanden im Rahmen des Deutsch-Sowjetischen Krieges statt. Bei den überwiegend zwischen dem 21. Juli und 6. Dezember 1941 durchgeführten Angriffen starben 1088 Menschen. Die Luftwaffe traf auf eine gut vorbereitete sowjetische Gegenwehr und konnte ihre Ziele nicht erreichen.

## Ausgangslage
Am 22. Juni 1941 überschritt die deutsche Wehrmacht die Grenze zur Sowjetunion. Die Luftwaffe griff in den ersten Tagen überwiegend sowjetische Flugplätze in Grenznähe und darüber hinaus an. Nachdem diese erste Phase bis Anfang Juli abgeschlossen war, ging sie zur unmittelbaren und mittelbaren taktischen Heeresunterstützung über. In der Weisung Nr. 33 über die Fortführung des Krieges im Osten forderte das Oberkommando der Wehrmacht, Luftangriffe auf Moskau durchzuführen. Ziel Hitlers war es Moskau als „Zentrum des bolschewistischen Widerstandes zu treffen und den geordneten Abzug des russischen Regierungsapparates zu verhindern.“ Nach einer Tagebuchnotiz von Joseph Goebbels vom 21. Juli 1941 sollten die Angriffe „wesentlich zur Erschütterung der feindlichen Widerstandskraft beitragen.“ Offiziell sollte „Vergeltung für die sowjetrussischen Luftangriffe gegen Bukarest und Helsinki“ verübt werden.
Der Kommandeur des  nicht beteiligten VIII. Fliegerkorps Wolfram von Richthofen hoffte die Luftangriffe würden eine Katastrophe auslösen, da er davon ausging in Moskau würde eine Hungersnot herrschen.

## Sowjetische Vorbereitungen
Moskau war auf Luftangriffe umfassend vorbereitet. Am 20. August 1939 wurde der Bau von Luftschutzbunkern in der Moskauer Metro für große Menschenmassen beschlossen, die bis Dezember 1940 fertig gestellt werden sollten. Mit dem Beschluss „Über die Pflicht der Bevölkerung zur Ausbildung im Luft- und Gasschutz“ vom 1. Juli 1941, wurden alle Moskauer Bürger für den Luftschutz ausgebildet. Dazu wurde mittels Filmen, Presse, Broschüren, Plakaten, Flugblättern, Vorträgen etc. die Bevölkerung geschult. In Parks wurde die Bekämpfung von Brandbomben geübt. Es wurden aus 205.000 Freiwilligen 13.000 Feuerlöschkommandos gebildet.
Die Moskauer Luftverteidigung bestand aus dem 1. Luftverteidigungskorps und dem 6. Fliegerkorps – mit 585 Jagdflugzeugen (200 I-16, 170 MiG-3, 95 Jak-1, 75 LaGG-3 und 45 I-153), sowie über 1000 Flugzeugabwehrgeschützen, 618 Scheinwerfer und 303 Fesselballons.
Die Luftverteidigung Moskaus verfügte über 580 Luftmeldeposten, 200 Beobachtungstürme sowie 2 Radargeräte vom Typ RUS-1 und eines vom Typ RUS-2 mit denen die angreifenden Flugzeuge frühzeitig entdeckt werden konnten. Insgesamt standen 600.000 Dienstleistende im Zivilluftschutz im Einsatz.

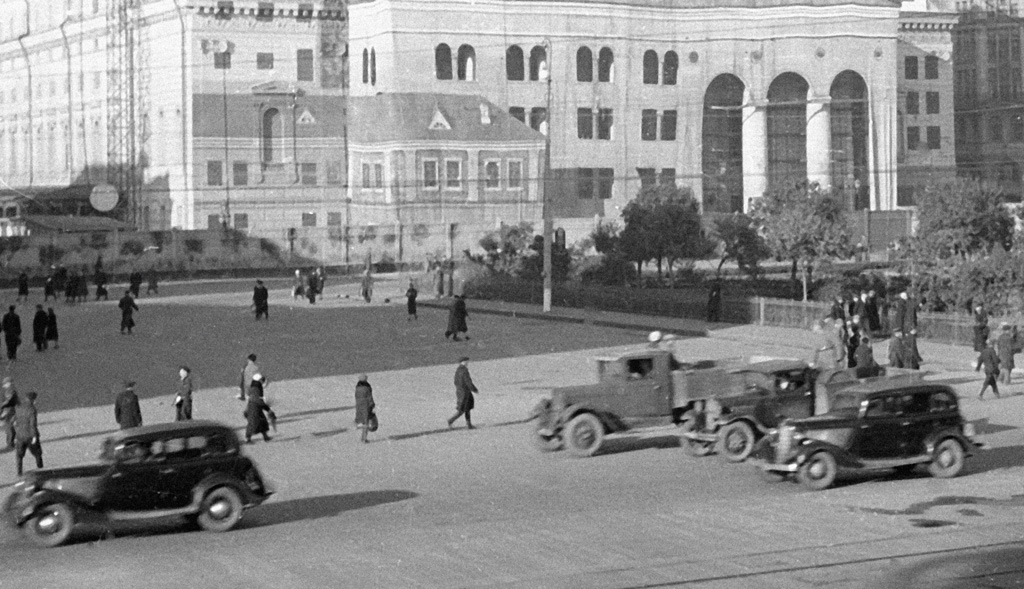
Tarnung des Bolschoi-Theaters gegen Luftangriffe, August 1941

Die Schaufenster der Geschäfte wurden mit Sandsäcken oder Brettern verbarrikadiert, an denen zum Teil riesige Propagandaplakate hingen. Nachts herrschte strenge Verdunkelung und der Straßenverkehr wurde auf das Nötigste minimiert. Bei den Tarnungsanstrengungen vor der deutschen Luftwaffe wurden keine Mühen gescheut. Die Umrisse fast der gesamten Stadt wurden in Kleinstarbeit umgeändert. So sahen zum Beispiel der Swerdlow-Platz und das Bolschoi-Theater aus der Luft betrachtet wie eine Gruppe kleiner Häuser aus. Die Kreml-Mauern wurden mit Farbe zu Reihenwohnhäusern umstilisiert, die goldenen Kuppeln der Kirchen wurden grün angemalt. Auf allen großen Straßen malte man Zickzack-Linien, die von oben wie Hausdächer aussahen. Alle großen Plätze wurden mit Hausdächern bemalt und freie Flächen wie Sportstadien wurden mit Attrappen von Hausdächern aus Holz bedeckt. Sogar einige Schleifen der Moskwa wurden vollständig mit Holz überdeckt, um den deutschen Fliegern die Orientierung zu erschweren. In den Wäldern der Vorstädte wurden Hunderte von Flak-Scheinwerfern und schwere Flak-Batterien aufgestellt und an den Moskauer Ausfallstraßen stiegen Fesselballons empor, um Tiefflieger abzuhalten. Die Moskauer Luftverteidigung war stärker ausgebaut als die von Berlin und London gemeinsam. Etwa 70 % der Moskauer Wohnbebauung waren Holzbauten.

## Verlauf
| Datum                 | Anzahl Flugzeuge |
| --------------------- | ---------------- |
| 22.7.                 | 195              |
| 23.7.                 | 125              |
| 24.7.                 | 141              |
| 25.7. (Tag)           | 3                |
| 27.7.                 | 65               |
| 29.7.                 | 93               |
| 31.7.                 | 17               |
| 1.8.                  | 23               |
| 6.8.                  | 66               |
| 7.8.                  | 58               |
| 9.8.                  | 67               |
| 11.8.                 | 83               |
| 19.8.                 | 5                |
| 9.9.                  | 12               |
| 21.10. (Tag u. Nacht) | 58               |
| 28.10. (Tag u. Nacht) | 59               |
| 29.10.                | 32               |

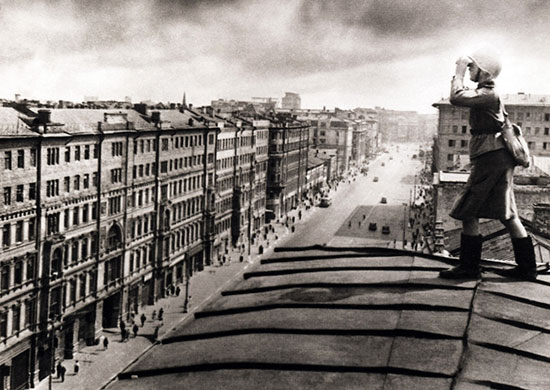
Luftbeobachtungsposten auf dem Dach eines Gebäudes im Zentrum von Moskau

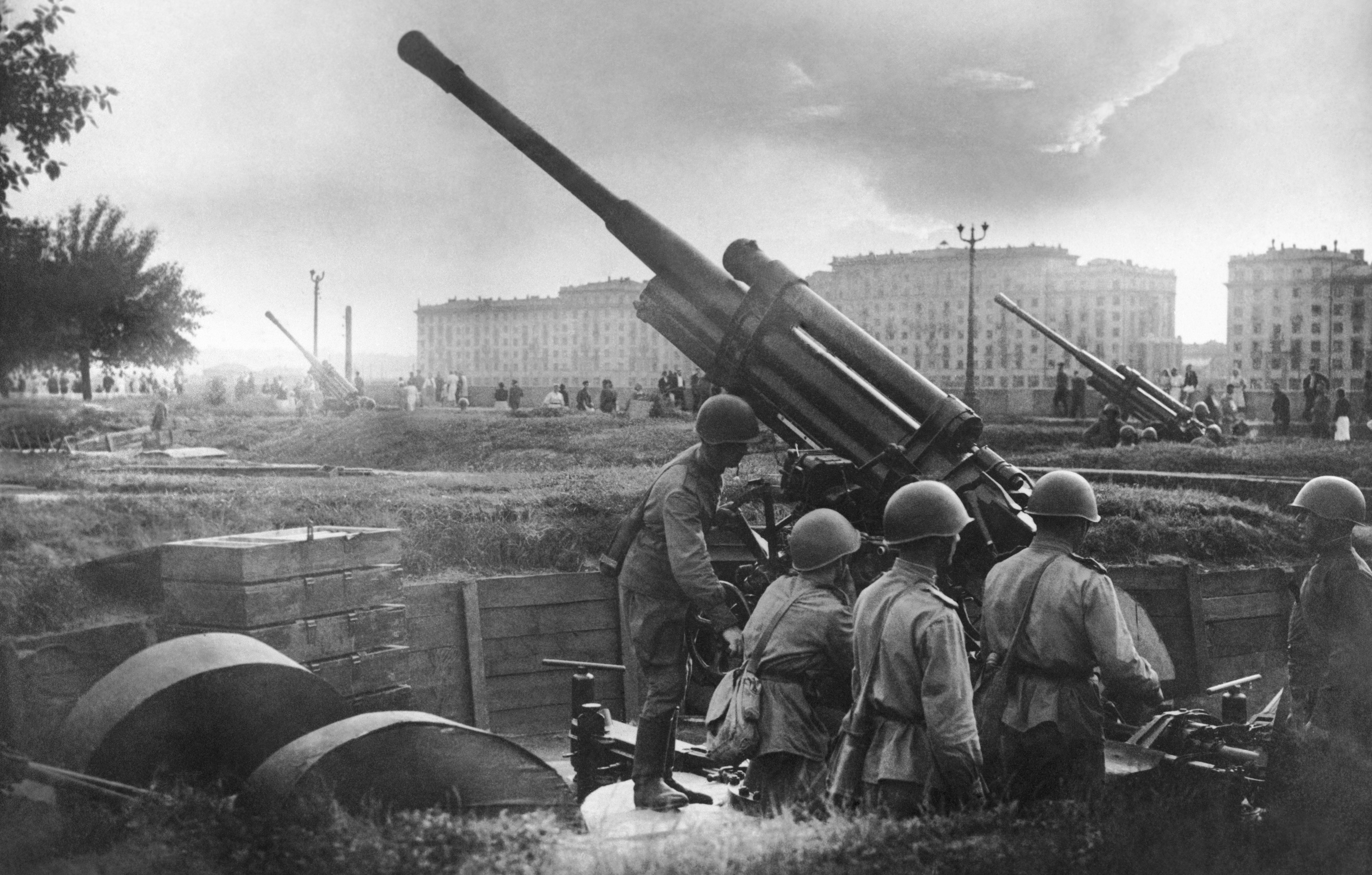
Sowjetische Luftabwehrstellung in Moskau

In der Nacht vom 21. zum 22. Juli 1941 sollten 195 Kampfflugzeuge erstmals die sowjetische Hauptstadt angreifen. Unter Führung des II. Fliegerkorps der Luftflotte 2 versammelten sich das Kampfgeschwader 2 mit der Dornier Do 17Z, das Kampfgeschwader 3 mit der Junkers Ju 88A und der Dornier Do 17Z und das Kampfgeschwader 53 „Legion Condor“ mit der Heinkel He 111 auf ihren Einsatzflugplätzen. Nach einer späteren Äußerung Hitlers vom 1. Februar 1943 im Führerhauptquartier sollte der strategische Bomber vom Typ Heinkel He 177 schon am 22. Juni 1941 Bombenangriffe auf Moskau durchführen. Dieser war aber zu diesem Zeitpunkt noch nicht einsatzreif.
Um die Entdeckung durch Horchgeräte zu erschweren, drosselten die deutschen Flugzeuge beim Zielanflug ihre Motoren etwas. Die angreifenden Verbände konnten bei Wjasma jedoch ausgemacht werden, dadurch gelang es rechtzeitig Luftalarm auszulösen. Die Kampfgruppe 100 führte als Zielfinder/Zielmarkierungsverband die Kampfflugzeuge, von denen letztendlich 127 den Zielraum erreichten. Diese warfen 104 Tonnen Spreng- und 46.000 Brandbomben ab. Die Moskauer Luftverteidigung konnte nach deutschen Angaben 1 angreifendes Flugzeug und nach sowjetischen Angaben 22 Flugzeuge abschießen. Dabei verschoss sie 29.000 Schuss Flugabwehrmunition.
Nach den Erinnerungen von Ludwig Havighorst, der als Beobachter in einer Heinkel He 111 den Angriff mitflog, war das Flakfeuer eine riesige Überraschung und übertraf alles bisher Dagewesene. Vor dem Angriff habe Generalfeldmarschall Albert Kesselring, der Oberbefehlshaber der Luftflotte 2, von einem „Spaziergang“ im Gegensatz zu den Angriffen gegen Großbritannien gesprochen. Eine weitere Überraschung seien die Sperrballons gewesen, die die doppelte Höhe der britischen, von maximal 2200 Meter, erreichen konnten. Er beobachtete an einigen Stellen ausgedehnte Brände.
Der britische Journalist und Augenzeuge Alexander Werth berichtet über das Flakfeuer:

„Was dabei am meisten beeindruckte, war das gewaltige Flakfeuer; die Splitter der Granaten prasselten wie Hagelkörner auf die Straßen und Dutzende von Scheinwerfern erhellten den Himmel. Ich hatte dergleichen in London nie gesehen oder gehört. In großem Umfang waren Feuerwachen organisiert.“

Die zentrale deutsche Presseagentur DNB berichtete am 23. Juli 1941 von einem angeblichen „Flammenmeer“ das man schon über 140 Kilometer sehen könne und so groß und ausgedehnt sei wie bei der Bombardierung von Manchester und Sheffield. Der Großdeutsche Rundfunk sendete am 24. Juli:

„Nach Moskau! Die Propeller sind angeworfen, die Motoren singen wieder ihr gewaltiges Angriffslied. Nach Moskau! Von vielen Feldflugplätzen startet unsere starke Luftmacht zum Großangriff [...] Sprengbomben, damit diese Zwingburgen des Weltelends und der Kulturschande bersten und zerbrechen, Brandbomben hinterher, damit sie ausglühen und in Asche versinken [...] Schon schlagen Flammen aus den Fenstern. Die Zwingburg des Bolschewismus brennt [...] Das Haus der sowjetischen Brandstifter geht jetzt selber in Flammen auf. Moskau brennt!“

Alexander Werth berichtet dagegen über die Folgen diesen Angriff vom 21. Juli:

„Am nächsten Morgen gab es eine Menge zerbrochener Fensterscheiben, hier und da einen Bombentrichter (auch einen auf dem Roten Platz), ein paar Stellen an denen Brände ausgebrochen waren, die man schnell hatte löschen können. Nirgends ernste Schäden. In der Nacht des 22. Juli folgte der zweite Angriff; auch er verursachte nur begrenzten Schaden“

Auch der britische Unterstaatssekretär im Luftfahrtministerium Harold Balfour, der sich mit Lord Beaverbrook Ende September in Moskau befand, bemerkte kaum Schäden.
Bis zum 25. Oktober 1941 flog die Luftwaffe weitere 58 Angriffe auf Moskau. Nur an den ersten Dreien nahmen mehr als 100 Kampfflugzeuge teil. Dazu holte man aus anderen Abschnitten der Ostfront die Kampfgeschwader 4, 54 und 55, und aus dem Westen das Kampfgeschwader 28 mit hinzu.
Nach sowjetischen Angaben wurde der erste Luftangriff in einer Höhe von 3000 bis 3500 Metern geflogen, der zweite in einer Höhe von 4000 bis 4500 Metern, alle späteren auf Grund der sowjetischen Luftverteidigung in Höhen von 6000 bis 7000 Metern.
Die sowjetische Flak verfolgte die Taktik eines „festen Feuervorhangs“. Dies führte zu geringen Abschusszahlen, sollte aber den Durchbruch der feindlichen Flugzeuge verhindern. Auf angeleuchtete Ziele wurde „begleitendes konzentriertes“ Feuer geschossen. Nach Olaf Groehler gelang es nur etwa 3 % aller eingesetzten deutschen Flugzeuge zum Stadtzentrum durchzubrechen. Der Oberkommandierende der Luftflotte 2 Albert Kesselring schrieb: „die Flakwirkung und die Blendwirkung durch Scheinwerfer machten sogar auf unsere Englandflieger Eindruck“ und dass ihm die Angriffe „viel Sorge“ bereiteten.
Für den Geschwaderkommodore des Kampfgeschwaders 2 Herbert Rieckhoff werteten die schwächliche Durchführung und die unentschlossene Zielsetzung die Luftangriffe zu einer entscheidungslosen Demonstration ab. Bemerkenswert findet er die „geschickte“ sowjetische Tarnung, mit der der Kreml, der Rote Platz und das verräterische Moskwaknie erfolgreich verborgen werden konnten. Über die sowjetische Flakartillerie urteilt er allgemein, das ihre Schießleistungen in mittleren Höhen „ganz ausgezeichnet“ waren und es bei allen deutschen Angriffen in flakgeschützte Räume zu beträchtlichen Verlusten kam. Besonders auffällig sei die gute Lage der ersten Gruppen des Feuers gewesen.
Die weiteren Angriffe hatten, da inzwischen deutsche Soldaten vor den Toren der Stadt standen, mehr taktischen Charakter zur Unterstützung des Heeres. Am 6. Dezember 1941 fand der 75. und nach einer Pause von mehreren Monaten am 25. April 1942 der letzte Luftangriff auf Moskau statt.
Als Kriegsheld wurde der sowjetische Pilot Wiktor Wassiljewitsch Talalichin von der sowjetischen Presse gefeiert, der als erster einen Rammstoß bei Nacht gegen eine He 111 ausführte.

## Fazit

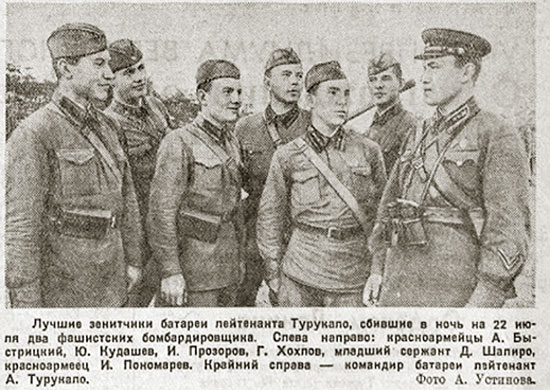
Ausgezeichnete Moskauer Flugabwehrkanoniere. Zeitung „Krasnaja Swesda“ vom 23. Juli 1941

Nach sowjetischer Darstellung führte der aufopferungsvolle Kampf der Bevölkerung dazu, dass die deutschen Ziele nicht erreicht werden konnten. So wurde die Feuerwehr bereits während der Luftangriffe zur Brandbekämpfung eingesetzt. Ein Teil der Bevölkerung stand ebenfalls während der Angriffe auf den Dächern und machte die Brandbomben unschädlich. Auch Kinder bekämpften die Brandbomben. Statt der vorgesehenen Zangen nutzte die Bevölkerung dazu bloße Handschuhe und Spaten und benutzte auch die vorgesehenen Masken nicht mehr. Der effektive Kampf der Bevölkerung gegen die Brandbomben soll dazu geführt haben, dass die Wehrmacht in späteren Luftangriffen nur noch Sprengbomben abgeworfen hat.
Horst Boog verweist dagegen auf die deutliche Diskrepanz zwischen den vorgegebenen Zielen und den dann tatsächlich durchgeführten Maßnahmen. Der Kräfteverschleiß und die Überbeanspruchung der Luftwaffe waren schon weit fortgeschritten. Von den 76 Luftangriffen wurde der Großteil von 59 mit drei bis zehn Flugzeugen durchgeführt. Bei weiteren 19 Angriffen kamen 15 bis 40 Flugzeuge und bei 6 um die 50 Flugzeuge zum Einsatz. Nur an drei Angriffen nahmen mehr als 100 Flugzeuge teil, die auch für den Großteil der Schäden verantwortlich waren. Insgesamt wurden rund 1000 Tonnen Sprengbomben und große Mengen Brandbomben abgeworfen. Dabei kamen nach sowjetischen Angaben 1088 Menschen ums Leben.